# Allocyttus verrucosus
Allocyttus verrucosus är en fiskart som först beskrevs av Gilchrist, 1906.  Allocyttus verrucosus ingår i släktet Allocyttus och familjen Oreosomatidae. Inga underarter finns listade i Catalogue of Life.

## Bildgalleri

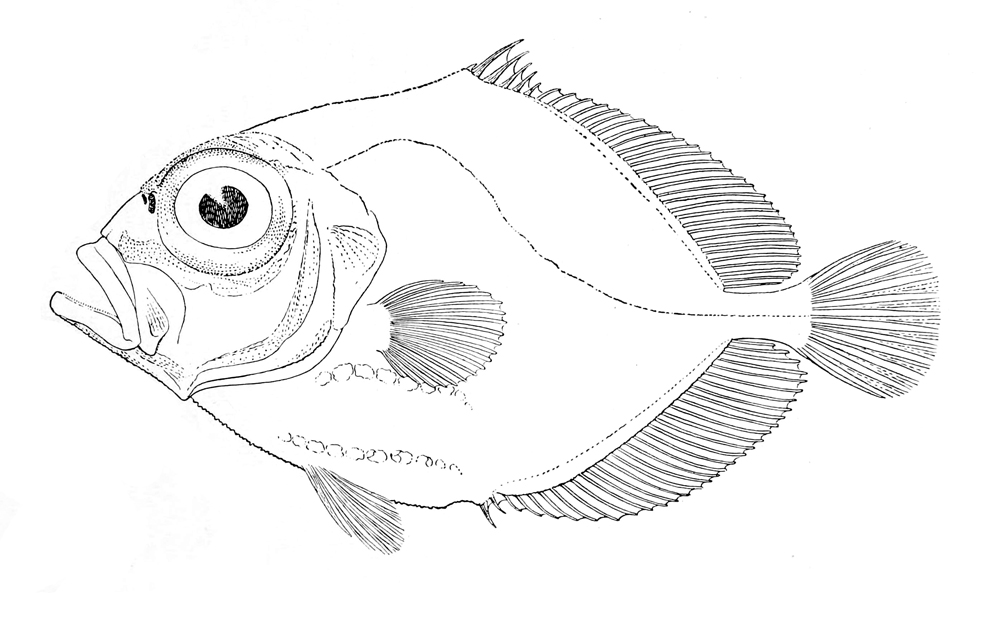